# Neozoarces pulcher
Neozoarces pulcher är en fiskart som beskrevs av Steindachner, 1881. Neozoarces pulcher ingår i släktet Neozoarces och familjen taggryggade fiskar. Inga underarter finns listade i Catalogue of Life.